# سورة غافر
سورة غافر سورة مكية إلا الآيات 56 و57 فهي مدنية، السورة من المثاني، آياتها 85، وترتيبها في المصحف 40، في الجزء الرابع والعشرين، بدأت بحروف مقطعة، وهي في ترتيب المصحف أول سورة من سور «الحواميم» التي تبدأ ﴿حم ۝١﴾ [غافر:1]، نزلت بعد سورة الزمر، وتسمى سورة المؤمن لذكر قصة مؤمن آل فرعون. وهي أطول سورة (حسب عدد الأحرف) في الربع الأخير من القرآن البادئ بآية ﴿فَنَبَذْنَاهُ بِالْعَرَاءِ وَهُوَ سَقِيمٌ ۝١٤٥﴾ [الصافات:145].

## التسميَــة
سميت «سورة غافر» لأن الله ذكر هذا الوصف الجليل -الذي هو من صفات الله الحسنى- في مطلع السورة الكريمة ﴿غَافِرِ الذَّنْبِ وَقَابِلِ التَّوْبِ﴾ [غافر:3] وكرر ذكر المغفرة في دعوة الرجل المؤمن ﴿وأنا أدعوكم إلى العزيز الغفار﴾ [غافر:42] وتسمى سورة المؤمن لذكر قصة مؤمن آل فرعون.

## ما تتضمن السورة
سورة غافر مكيّة وهي من أكثر سور القرآن الكريم التي فيها دعاء فقد ابتدأت بذكر صفتين من صفات رحمة الله ومغفرته ﴿غَافِرِ الذَّنبِ وَقَابِلِ التَّوْبِ﴾ [غافر:3] ثم أعقبت بدعوة الملائكة للمؤمنين ﴿الَّذِينَ يَحْمِلُونَ الْعَرْشَ وَمَنْ حَوْلَهُ يُسَبِّحُونَ بِحَمْدِ رَبِّهِمْ وَيُؤْمِنُونَ بِهِ وَيَسْتَغْفِرُونَ لِلَّذِينَ آمَنُوا رَبَّنَا وَسِعْتَ كُلَّ شَيْءٍ رَحْمَةً وَعِلْمًا فَاغْفِرْ لِلَّذِينَ تَابُوا وَاتَّبَعُوا سَبِيلَكَ وَقِهِمْ عَذَابَ الْجَحِيمِ ۝٧﴾ [غافر:7] وفيها دعوة الله عباده لدعائه وأعقب هذا الدعاء بالاستجابة ﴿وَقَالَ رَبُّكُمُ ادْعُونِي أَسْتَجِبْ لَكُمْ إِنَّ الَّذِينَ يَسْتَكْبِرُونَ عَنْ عِبَادَتِي سَيَدْخُلُونَ جَهَنَّمَ دَاخِرِينَ ۝٦٠﴾ [غافر:60] وفيها دعوة الله عباده بالدعاء له وهو يضمن لهم الإجابة فهو غافر الذنب وقابل التوب الله.
والسورة تتحدث عن نماذج أناس دعوا إلى الله والأهم أنهم فوّضوا أمرهم لله لأن الداعي إلى الله قد يواجه بالأذى ممن يدعوهم ولهذا يحتاج إلى أن يفوض أمره إلى الله بعد أن يبذل كل ما بوسعه في سبيل الدعوة لله. ومن هذه النماذج نموذج موسى في دعوته لفرعون الطاغية الجبّار وقومه وقد جابه فرعون موسى حتى كاد أن يقتله فوّض موسى أمره إلى الله ﴿وَقَالَ فِرْعَوْنُ ذَرُونِي أَقْتُلْ مُوسَى وَلْيَدْعُ رَبَّهُ إِنِّي أَخَافُ أَنْ يُبَدِّلَ دِينَكُمْ أَوْ أَنْ يُظْهِرَ فِي الْأَرْضِ الْفَسَادَ ۝٢٦ وَقَالَ مُوسَى إِنِّي عُذْتُ بِرَبِّي وَرَبِّكُمْ مِنْ كُلِّ مُتَكَبِّرٍ لَا يُؤْمِنُ بِيَوْمِ الْحِسَابِ ۝٢٧﴾ [غافر:26–27] وفي هذا الموقف الصعب يظهر من آل فرعون رجل يكتم إيمانه وهذه المرة الأولى التي يحدثنا القرآن عن قصة هذا المؤمن من آل فرعون مع أن قصة موسى تكررت كثيراً في القرآن لكن وجود هذه الجزئية من القصة هنا يخدم هدف السورة تماماً. وهذا الرجل المؤمن جادل فرعون وقومه بأساليب متعددة:
باستخدام المنطق ﴿وَقَالَ رَجُلٌ مُؤْمِنٌ مِنْ آلِ فِرْعَوْنَ يَكْتُمُ إِيمَانَهُ أَتَقْتُلُونَ رَجُلًا أَنْ يَقُولَ رَبِّيَ اللَّهُ وَقَدْ جَاءَكُمْ بِالْبَيِّنَاتِ مِنْ رَبِّكُمْ وَإِنْ يَكُ كَاذِبًا فَعَلَيْهِ كَذِبُهُ وَإِنْ يَكُ صَادِقًا يُصِبْكُمْ بَعْضُ الَّذِي يَعِدُكُمْ إِنَّ اللَّهَ لَا يَهْدِي مَنْ هُوَ مُسْرِفٌ كَذَّابٌ ۝٢٨﴾ [غافر:28].
باستخدام العاطفة ﴿يَا قَوْمِ لَكُمُ الْمُلْكُ الْيَوْمَ ظَاهِرِينَ فِي الْأَرْضِ فَمَنْ يَنْصُرُنَا مِنْ بَأْسِ اللَّهِ إِنْ جَاءَنَا قَالَ فِرْعَوْنُ مَا أُرِيكُمْ إِلَّا مَا أَرَى وَمَا أَهْدِيكُمْ إِلَّا سَبِيلَ الرَّشَادِ ۝٢٩﴾ [غافر:29]، ومن اللافت في هذه الدعوة أنه نسب الملك لهم أي لآل فرعون ﴿لكم الملك﴾ [غافر:29] ولمّا تحدث عن العذاب شمل نفسه معهم ﴿فمن ينصرنا من بأس الله﴾ [غافر:29] إظهاراً للمودة وحب الخير لقومه.
باستخدام الحبّ والخوف عليهم والحرص على نجاتهم ﴿وَقَالَ الَّذِي آمَنَ يَا قَوْمِ إِنِّي أَخَافُ عَلَيْكُمْ مِثْلَ يَوْمِ الْأَحْزَابِ ۝٣٠ مِثْلَ دَأْبِ قَوْمِ نُوحٍ وَعَادٍ وَثَمُودَ وَالَّذِينَ مِنْ بَعْدِهِمْ وَمَا اللَّهُ يُرِيدُ ظُلْمًا لِلْعِبَادِ ۝٣١﴾ [غافر:30–31].
باستخدام التاريخ ﴿وَلَقَدْ جَاءَكُمْ يُوسُفُ مِنْ قَبْلُ بِالْبَيِّنَاتِ فَمَا زِلْتُمْ فِي شَكٍّ مِمَّا جَاءَكُمْ بِهِ حَتَّى إِذَا هَلَكَ قُلْتُمْ لَنْ يَبْعَثَ اللَّهُ مِنْ بَعْدِهِ رَسُولًا كَذَلِكَ يُضِلُّ اللَّهُ مَنْ هُوَ مُسْرِفٌ مُرْتَابٌ ۝٣٤﴾ [غافر:34]، التذكير بتاريخ من سبق وصنيعهم مع رسولهم للعبرة والاتعاظ.
ثم ذكّر بيوم القيامة وبلقاء الله لأنها من أهم الأسباب التي ترقق القلب ﴿وَيَا قَوْمِ إِنِّي أَخَافُ عَلَيْكُمْ يَوْمَ التَّنَادِ ۝٣٢﴾ [غافر:32]، كلمة ﴿التناد﴾ في وصف يوم القيامة ليظهر لنا صورة كيف ينادي الناس بعضهم البعض في هذا الحشر العظيم وفي هذا الموقف الهائل وحرصه على نجاتهم في هذا الموقف. ﴿يَوْمَ تُوَلُّونَ مُدْبِرِينَ مَا لَكُمْ مِنَ اللَّهِ مِنْ عَاصِمٍ وَمَنْ يُضْلِلِ اللَّهُ فَمَا لَهُ مِنْ هَادٍ ۝٣٣﴾ [غافر:33]. ثم عاد إلى العقل ﴿وَيَا قَوْمِ مَا لِي أَدْعُوكُمْ إِلَى النَّجَاةِ وَتَدْعُونَنِي إِلَى النَّارِ ۝٤١﴾ [غافر:41]، ثم عاد للتفويض مرة ثانية بعد أن جادلهم بكل الوسائل الممكنة، فلمّا فوّض أمره إلى الله ﴿فَسَتَذْكُرُونَ مَا أَقُولُ لَكُمْ وَأُفَوِّضُ أَمْرِي إِلَى اللَّهِ إِنَّ اللَّهَ بَصِيرٌ بِالْعِبَادِ ۝٤٤﴾ [غافر:44] جاء الرد من الله ﴿فَوَقَاهُ اللَّهُ سَيِّئَاتِ مَا مَكَرُوا وَحَاقَ بِآلِ فِرْعَوْنَ سُوءُ الْعَذَابِ ۝٤٥﴾ [غافر:45] وكذلك مع موسى ﴿وَقَالَ مُوسَى إِنِّي عُذْتُ بِرَبِّي وَرَبِّكُمْ مِنْ كُلِّ مُتَكَبِّرٍ لَا يُؤْمِنُ بِيَوْمِ الْحِسَابِ ۝٢٧﴾ [غافر:27].

## الملخص
هذه السورة تعالج قضية الحق والباطل، قضية الإيمان والكفر، قضية الدعوة والتكذيب وأخيراً قضية العلو في الأرض والتجبر بغير الحق، وبأس الله الذي يأخد العالين والمتجبرين... وفي ثنايا هذه القضية تلم بموقف المؤمنين المهتدين الطائعين ونصر الله إياهم، واستغفار الملائكة لهم، وما ينتظرهم في الآخرة من نعيم.
جو السورة كله – كأنه جو معركة، وهي المعركة بين الحق والباطل، وبين الإيمان والطغيان وبين المتكبرين والمتجبرين في الأرض وبأس الله الذي يأخدهم بالمار والتنكيل. تنسم خلال هذا الجو نسمات الرحمة والرضوان حين يجيء ذكر المؤمنين!
ذلك الجو يتمثل في عرض مصارع الغابرين. كما يتمثل في عرض مشاهد يوم القيامة –هذه وتلك تتناثر في سياق السورة وتتكرر بشكل ظاهر – وتفرض في صورها العنيفة المرهوبة المخيفة متناسقة مع جو السورة كله، مشتركة في طبع هذا الجو بطابع العنف والشدة.
ولعله مما يتفق مع هذه السمة افتتاح السورة: ﴿غَافِرِ الذَّنْبِ وَقَابِلِ التَّوْبِ شَدِيدِ الْعِقَابِ ذِي الطَّوْلِ لَا إِلَهَ إِلَّا هُوَ إِلَيْهِ الْمَصِيرُ ۝٣﴾ [غافر:3].. فكأنما هي مطارق منتظمة الجرس.
كذلك نجد كلمة البأس. وبأس الله. وبأسنا.. مكرر تتردد مي مواضع متفرقة من السورة. وهناك غيرها من ألفاظ الشدة والعنف بلفظها أو بمعناها.
والسورة كلها تبدو كأنها مطارق تقع على القلب البشري وتؤثر فيه بعنف وهي تعرض مشاهد القيامة ومصارع الغابرين. وقد ترق أحياناُ فتتحول إلى لمسات وإيقاعات تمس القلب برفق، وعي تعرض حملة العرش ومن حوله يدعون ربهم ليتكرم على عباده المؤمنين، أو تعرض الآيات الكونية والآيات الكامنة في النفس البشرية. وتضرب بعض الأمثال التي ترسم جو السورة من هذه وتلك...
من مصارع الغابرين: ﴿كذبت قبلهم قوم نوح والأحزاب من بعدهم﴾ [غافر:5].
ومن مشاهد القيامة: ﴿وأنذرهم يوم الآزفة إذ القلوب لدى الحناجر كاظمين﴾ [غافر:18].
ومن اللمسات الندية مشهد حملة العرش في دعائهم الخاشع المنيب: ﴿الذين يحملون العرش ومن حوله يسبحون بحمد ربهم﴾ [غافر:7].
ومن اللمسات الموحية عرض أيات الله في الأنفس وفي الآفاق: ﴿هو الذي خلقكم من تراب ثم من نطفة ثم من علقة ثم يخرجكم طفلا ثم لتبلغوا أشدكم ثم لتكونوا شيوخاً ومنكم من يتوفى من قبل﴾ [غافر:67].
ويجري سياق السورة في موضوعاتها في أربعة أشواط
يبدأ الشوط الأول منها بافتتاح السورة بالأحرف المقطعة: ﴿حم ۝١ تَنْزِيلُ الْكِتَابِ مِنَ اللَّهِ الْعَزِيزِ الْعَلِيمِ ۝٢﴾ [غافر:1–2] ثم تقرر أن الوجود كله مستسلم لله، والكفار في موقف الذلة والانكسار يقرون بذنبهم ويعترفون بربهم فلا ينفعهم الاعتراف.
ويبدأ الشوط الثاني بلفتة إلى مصارع الغابرين قبلهم، وتعرض قصة موسى من فرعون وهامان وقارون، والحوار بين الذين استكبروا مع خزنة جهنم، وقي ظل هذا المشهد يوجه الله رسوله ﷺ إلى الصبر والثقة بوعد الله الحق والتوجه إلى ربه بالتسبيح والحمد والاستغفار.
فأما الشوط الثالث فيبدأ بتقرير أن الذين يجادلون في آيات الله بغير حجه ولا برهان إنما يدفعهم لهذا كبر في نفوسهم عن الحق، وهم أصغر وأضأل من هذا الكبر، ويوجه الله رسوله إلى الصبر مرة أخرى، والثقة بأن وعد الله حق، سواء أبقاه حتى يشهد بعض ما يعدهم أو توفاه قبل أن يراه.
والشوط الأخير في السورة يتصل بالشوط الثالث، فبعد توجيه الرسول ﷺ للصبر والانتظار يذكر أن الله قد أرسل رسلاً قبله كثيرين: ﴿وما كان لرسول أن يأتي بآية إلا بإذن الله﴾ [غافر:78] ويصور ختام السورة نهاية المتكبرين، ويتفق مع جو السورة وظلها وطابعها الأصيل.

## المصدر
1. ↑  المصحف الإلكتروني، سورة غافر، التعريف بالسورة نسخة محفوظة 31 يناير 2019 على موقع واي باك مشين.
2. ↑  انظر الترتيب المفصل السور نسخة محفوظة 2023-03-13 على موقع واي باك مشين.

## وصلات خارجية
- سورة غافر: تجويد-تفسير - موقع Altafsir.com